# Belize zászlaja
Belize zászlajában a kék és a vörös a hatalmon lévő párt és az ellenzékben lévő párt színei; a koszorú ötven levele 1950-et idézi, amikor megkezdődött a függetlenségi mozgalom. A címeren a Brit Hondurasnak 1907. január 28-án adományozott címer főbb motívumai szerepelnek: tengerész- és favágószerszámok, valamint egy vitorlás. A pajzs mögött mahagónifa jelenik meg, a pajzsot tartó emberalakok a faji sokszínűségét jelképezik. A mottó jelentése: „Virágozz az árnyékban!”